# Opalwurm
Der Opalwurm (Nephtys hombergii) gehört zu den vielborstigen Ringelwürmern (Polychaeta). Er lebt auf den Sandböden der europäischen Meere.

## Merkmale
Der Körper des Opalwurms ist langgestreckt und im Querschnitt quadratisch. Der Wurm besteht aus ca. 200 Segmenten mit je einem Paar beborsteter Stummelfüße. Der kleine Kopf des bis 20 cm groß werdenden Opalwurms trägt keine Fühler. Am Hinterende wächst ein langer Schwanzfaden. Seine Farbe ist meist rosa bis fleischfarben und perlmutterartig schimmernd. Opalwürmer sind sehr beweglich, ihre Mundwerkzeuge können sie schnell ein- und ausfahren und sie graben sich blitzschnell ein.

## Vorkommen
Der Opalwurm ist im Nordostatlantik, in der Nordsee, Ostsee, im Mittelmeer und im Schwarzen Meer heimisch. Er kommt in Sand- und Feinsandböden vor und lebt von der Gezeitenzone bis in größere Tiefen auf den Kontinentalschultern. Er ist ein schneller, räuberisch lebender Seeringelwurm.

## Nahrung
Der Opalwurm jagt vor allem andere Polychaeten, wobei die beiden Detritusfresser Scoloplos armiger und Heteromastus filiformis im Wattenmeer um Sylt die Hauptnahrung bilden, aber auch räuberische Polychaeten gefressen werden. Weitere Beutetiere sind unter anderem Flohkrebse (Corophium arenarium), Schnurwürmer, kleine Muscheln und Foraminiferen. Junge Opalwürmer fressen auch Nematoden. Der Opalwurm wird in der Nahrungskette als wichtiger Mesoprädator eingestuft.

## Lebensweise
In den Gezeitengebieten sind die Opalwürmer sehr kälteempfindlich. Nach strengen Wintern können sie einige Jahre nicht vorkommen. Zur Lebensweise ist zu bemerken, dass Opalwürmer keine festen Röhren bauen, sondern sie graben sich in etwa 5–20 cm Tiefe durch den Boden. Opalwürmer reagieren empfindlich auf Verschmutzungen mit Öl oder ölhaltigem Bohrschlamm.